# André Luís (futebolista)
André Luís Garcia (Porto Alegre, 31 de julho de 1979) é um ex-futebolista brasileiro que atuava como zagueiro.

## Carreira

### Início
Nascido em Porto Alegre, mas criado em Bagé, André Luís atuou nas categorias de base do Guarany de Bagé, mas foi revelado pelo Santos em 2000. No mesmo ano foi convocado para a Seleção Brasileira Sub-23 e disputou os Jogos Olímpicos de Sydney.
No ano de 2001 foi emprestado ao Fluminense, atuando em 26 partidas e ajudando o time a chegar às semifinais do Brasileirão. O zagueiro voltou ao Peixe no ano seguinte.

### Santos
Logo após retornar ao Santos, foi campeão brasileiro em 2002, onde foi apelidado, juntamente com o outro zagueiro santista, Alex, como as "Torres Gêmeas".
Foi novamente campeão brasileiro pelo Santos no ano de 2004, transferindo-se para o Benfica no início do ano seguinte, após o fim do Campeonato Brasileiro.

### Olympique de Marseille e Cruzeiro
No clube português, André Luís não conseguiu repetir as boas atuações e acabou sendo emprestado ao Olympique de Marseille em julho de 2005.
O jogador foi anunciado como reforço do Cruzeiro no dia 31 de agosto de 2006, tendo 40% de seus direitos federativos comprados por 350 mil euros. Contudo, também não rendeu o suficiente no time mineiro devido a uma suspensão e acabou sendo negociado, no fim de 2007, sendo contratado pelo Botafogo para a temporada de 2008.

### Botafogo
André Luís estreou pela equipe contra o Volta Redonda, no Engenhão, pelo Campeonato Carioca, quando teve uma boa atuação. Na partida seguinte, na goleada por 4 a 1 contra o Duque de Caxias, marcou seu primeiro gol com a camisa do Fogão. O jogador também atuou no clássico contra o Flamengo, ajudando sua equipe a voltar a vencer o rival após 14 jogos.
O zagueiro tornou-se titular com seus gols e boas atuações, aproveitando a ausência de Alexis Ferrero, que estava resolvendo problemas particulares na Argentina. Fez um gol contra o Ríver-PI na vitória por 2 a 0, que classificou o Botafogo às oitavas de final da Copa do Brasil.

#### Prisão dentro de campo
No dia 1 de junho de 2008, numa derrota por 3 a 0 contra o Náutico, pela 4ª rodada do Campeonato Brasileiro, André Luís envolveu-se numa das maiores confusões de sua carreira, terminando na delegacia. Após receber cartão amarelo por reclamação pela grande violência exercida pela equipe pernambucana, André Luís cometeu falta por trás no lateral Ruy e foi expulso. Ao sair de campo, inconformado, o zagueiro chutou uma garrafa de Gatorade, que teria acertado um ou mais torcedores, e mostrou os dedos médios para a torcida adversária e dirigiu-se ao banco de reservas, o que não pode ser feito após uma expulsão. Logo depois, André Luís foi repreendido por uma aspirante a oficial da Polícia Militar de Recife por ordem do juiz. Ela tentou acompanhá-lo ao vestiário e em seguida dar voz de prisão devido aos delitos cometidos perante a torcida, mas o jogador impediu-a e fugiu, passando a ser perseguido por uma série de policiais dentro de campo. O jogo foi interrompido já que os atletas do Botafogo se juntaram ao zagueiro e confrontaram a polícia. Em seguinda, apoiado por Fábio, Renan e pelo amigo e jogador do Náutico, Paulo Almeida, André Luís dirigiu-se para a porta do vestiário, que estava trancada. A policial que tentava exercer sua autoridade queria prender o jogador por desacato e pelos atos praticados contra a torcida. Como a polícia havia decidido fechar a porta do vestiário devido aos seguranças do Botafogo que queriam invadir o campo por aquele local, a mando do presidente Bebeto de Freitas, a polícia decidiu deter o jogador e retirá-lo do estádio pelo portão de saída da torcida. Bebeto de Freitas tentou ajudá-lo, alegando ser inconstitucional a prisão do atleta, que "era tratado como marginal", ao invés de receber as sanções da Justiça Despotiva, como assevera a legislação brasileira, mas também foi detido por desacato a autoridade. Na delegacia, André Luís chegou a um acordo para ser liberado, comprometendo-se a doar 25 salários mínimos para o Hospital de Câncer de Pernambuco.

#### Cartão amarelo para o árbitro
No dia 5 de novembro de 2008, em partida válida pelas quartas-de-final da Copa Sul-Americana contra o Estudiantes, inconformado ao receber o segundo cartão amarelo, após envolver-se em um princípio de tumulto com jogadores argentinos, André Luis tomou o cartão da mão do árbitro Carlos Chandía e, de cartão amarelo na mão, "puniu-o", sendo imediatamente expulso pelo assustado árbitro.

### Grêmio Barueri
Após meses sem clube, devido a não conclusão da renovação de contrato com o Botafogo, André Luís acertou com o Grêmio Barueri para a primeira participação do clube na Série A do Brasileirão.

### São Paulo
Em dezembro de 2009, foi contratado pelo São Paulo para a temporada de 2010. O zagueiro recebeu a camisa de número 4 e realizou sua estreia no dia 20 de janeiro, num empate por 1 a 1 contra o Mirassol, válido pelo Campeonato Paulista. Já no dia 14 de março, marcou seu primeiro gol com a camisa tricolor no triunfo por 2 a 1 sobre o Rio Branco, sendo este o gol da vitória no Morumbi.

### Fluminense
Ainda no primeiro semestre de 2010, André Luís acertou com o Fluminense para a disputa do Campeonato Brasileiro. No final de 2011, o jogador não teve o seu contrato renovado e deixou o time carioca.

### Últimos anos
No final da carreira, disputou o Paulistão de 2018 pelo Taboão da Serra e ainda passou pelo Almirante Barroso, mas não chegou a entrar em campo pela equipe catarinense.

## Jogos pela Seleção Brasileira Sub-23
| Nº | Data                 | Competição | Local                  |        | Placar | Adversário |
| -- | -------------------- | ---------- | ---------------------- | ------ | ------ | ---------- |
| 1  | 9 de agosto de 2000  | Amistoso   | Ovalle (Chile)         | Brasil | 5–3    | Chile      |
| 2  | 12 de agosto de 2000 | Amistoso   | Florianópolis (Brasil) | Brasil | 3–0    | Chile      |

## Títulos
Santos
- Campeonato Brasileiro: 2002 e 2004

Benfica
- Primeira Liga: Primeira Liga de 2004–05

Botafogo
- Taça Rio: 2008

Fluminense
- Campeonato Brasileiro: 2010